# خالد حكمي
خالد حسن حكمي لاعب كرة قدم سعودي ، في خط الوسط في نادي الشعيب.

## مسيرة اللاعب
مثل نادي النصر في الفئات السنية و ألمبي نادي الشباب و لعب بعدها مع نادي نجران ونادي التقدم ونادي الوشم ونادي الشرق ونادي الدرعية ونادي الشعيب.